# Route départementale 1 (Doubs)
Pour les articles homonymes, voir Route départementale 1.
La route départementale RD 1 est une route départementale du Doubs, qui relie la Haute-Saône à la RN 57 au niveau de la commune des Auxons.

## Trafic
Le tableau suivant montre le trafic moyen journalier annuel (en véhicules par jour) :
| Dates | Sections       | Sections       | Sections    | Sections                   |
| Dates | RN 57 - RD 287 | RD 287 - RD 1a | LGV - RD 14 | RD 14 - Cussey-sur-l'Ognon |
| ----- | -------------- | -------------- | ----------- | -------------------------- |
| 2013  | 10 727         | 9 200          | 6 159       | 5 555                      |
| 2014  | 10 850         | 9 489          | 6 411       | 5 848                      |
| 2015  | 10 537         | 8 765          | 5 886       | 5 595                      |